# 3581 Alvarez
3581 Alvarez eller 1985 HC är en asteroid i huvudbältet som korsar Mars omloppsbana. Den upptäcktes den 23 april 1985 av den amerikanska astronomen Carolyn S. Shoemaker vid Palomar-observatoriet. Den är uppkallad efter Luis och Walter Alvarez.